# Álibi
Álibi é o oitavo álbum de estúdio da cantora brasileira Maria Bethânia, lançado em 1978 pela Polygram/Philips.

## História
O título foi originado da canção homônima do cantor brasileiro Djavan.
Foi o primeiro disco de uma cantora brasileira a chegar a marca de 900 mil de cópias vendidas. O single da canção "Álibi" recebeu um disco de ouro e vendeu mais de 785 mil cópias no Brasil.
Considerado um dos melhores discos da carreira da cantora, o disco coleciona sucessos, como "Sonho Meu", com participação da também baiana Gal Costa, "O Meu Amor", em dueto com Alcione, "Ronda", de Paulo Vanzolini, e "Explode Coração (Não Dá Mais Pra Segurar)" (autoria de Gonzaguinha), um dos maiores, ou talvez o maior sucesso da cantora.
Álibi está na posição 79 na Lista dos 100 maiores discos da música brasileira pela Rolling Stone Brasil.
| Críticas profissionais                                                      | Críticas profissionais |
| Avaliações da crítica                                                       | Avaliações da crítica  |
| Fonte                                                                       | Avaliação              |
| --------------------------------------------------------------------------- | ---------------------- |
| All Music Guide                                                             | [ 4 ]                  |
| Esta tabela precisa de ser acompanhada por texto em prosa. Consulte o guia. |                        |

## Faixas
| N.º | Título                          | Música                                   | Duração |  |
| 1.  | "Diamante Verdadeiro"           | Caetano Veloso                           | 2:04    |  |
| 2.  | "Álibi"                         | Djavan                                   | 3:35    |  |
| 3.  | "O Meu Amor" (com Alcione)      | Chico Buarque                            | 3:20    |  |
| 4.  | "A Voz de Uma Pessoa Vitoriosa" | Waly Salomão / Caetano Veloso            | 2:44    |  |
| 5.  | "Ronda"                         | Paulo Vanzolini                          | 2:05    |  |
| 6.  | "Explode Coração"               | Gonzaguinha                              | 2:06    |  |
| 7.  | "Negue"                         | Adelino Moreira / Enzo de Almeida Passos | 3:58    |  |
| 8.  | "Sonho Meu" (com Gal Costa)     | Dona Ivone Lara / Délcio Carvalho        | 3:03    |  |
| 9.  | "De Todas as Maneiras"          | Chico Buarque                            | 1:53    |  |
| 10. | "Cálice"                        | Gilberto Gil / Chico Buarque             | 3:19    |  |
| 11. | "Interior"                      | Rosinha de Valença                       | 2:40    |  |